# Henrik Ingebrigtsen
Henrik Ingebrigtsen (ur. 24 lutego 1991 w Stavanger) – norweski lekkoatleta specjalizujący się w biegach średnich.
Bez sukcesów startował w 2009 na mistrzostwach Europy juniorów w Nowym Sadzie oraz w 2010 na mistrzostwach świata juniorów w Moncton i mistrzostwach Europy w Barcelonie. W 2011 odpadł w eliminacjach biegu na 1500 metrów podczas młodzieżowych mistrzostw Europy. Ingebrigtsen zdobył złoty medal na Mistrzostwach Europy w Lekkoatletyce w Helsinkach w biegu na 1500 m. Na tym samym dystansie, zajął 5. miejsce w finale igrzysk olimpijskich. W 2012 zajął czwarte miejsce w plebiscycie na wschodzącą gwiazdą europejskiej lekkoatletyki organizowanym przez European Athletics. W 2013 został młodzieżowym mistrzem Europy w biegu na 5000 metrów. Srebrny medalista w biegu na 1500 metrów podczas mistrzostw Europy w Zurychu (2014) oraz brązowy na tym samym dystansie na kolejnych mistrzostwach Starego Kontynentu w Amsterdamie (2016), natomiast w 2015 i 2017 wywalczył odpowiednio brązowy i srebrny medal na halowych mistrzostwach Europy w Pradze i Belgradzie.
Czterokrotny uczestnik mistrzostw Europy w biegach przełajowych (Bruksela 2008, Dublin 2009, Velenje 2011 oraz Budapeszt 2012) ma w dorobku dwa medale (złoto w rywalizacji drużynowej z 2011 oraz złoto z biegu młodzieżowców z 2012).
Medalista mistrzostw Norwegii oraz reprezentant kraju w drużynowych mistrzostwach Europy.
Rekordy życiowe: bieg na 1500 metrów – 3:31,46 (18 lipca 2014, Monte Carlo) – rezultat ten do sierpnia 2020 był rekordem Norwegii, bieg na 3000 metrów – 7:34,80 (10 września 2023, Zagrzeb).

## Osiągnięcia indywidualne
| Rok  | Impreza                                   | Miejsce        | Konkurencja        | Pozycja     | Wynik    |
| ---- | ----------------------------------------- | -------------- | ------------------ | ----------- | -------- |
| 2008 | Mistrzostwa Europy w biegach przełajowych | Bruksela       | bieg juniorów      | 23. miejsce | 19:26    |
| 2009 | Mistrzostwa Europy juniorów               | Nowy Sad       | bieg na 800 m      | półfinał    | 1:53,01  |
| 2009 | Mistrzostwa Europy juniorów               | Nowy Sad       | bieg na 1500 m     | eliminacje  | 3:53,69  |
| 2009 | Mistrzostwa Europy w biegach przełajowych | Dublin         | bieg juniorów      | 15. miejsce | 24:05    |
| 2010 | I liga drużynowych mistrzostw Europy      | Bergen         | bieg na 1500 m     | 6. miejsce  | 3:47,40  |
| 2010 | Mistrzostwa świata juniorów               | Moncton        | bieg na 1500 m     | eliminacje  | 3:45,31  |
| 2010 | Mistrzostwa Europy                        | Barcelona      | bieg na 1500 m     | eliminacje  | 3:42,62  |
| 2011 | Młodzieżowe mistrzostwa Europy            | Ostrawa        | bieg na 1500 m     | eliminacje  | 3:51,99  |
| 2011 | Mistrzostwa Europy w biegach przełajowych | Velenje        | bieg młodzieżowców | 12. miejsce | 19:07    |
| 2012 | Mistrzostwa Europy                        | Helsinki       | bieg na 1500 m     | 1. miejsce  | 3:46,20  |
| 2012 | Igrzyska olimpijskie                      | Londyn         | bieg na 1500 m     | 5. miejsce  | 3:35,43  |
| 2012 | Mistrzostwa Europy w biegach przełajowych | Budapeszt      | bieg młodzieżowców | 1. miejsce  | 24:30    |
| 2013 | Halowe mistrzostwa Europy                 | Göteborg       | bieg na 3000 m     | 11. miejsce | 8:02,45  |
| 2013 | Młodzieżowe mistrzostwa Europy            | Tampere        | bieg na 1500 m     | eliminacje  | 3:50,16  |
| 2013 | Młodzieżowe mistrzostwa Europy            | Tampere        | bieg na 5000 m     | 1. miejsce  | 14:19,39 |
| 2013 | Mistrzostwa świata                        | Moskwa         | bieg na 1500 m     | 8. miejsce  | 3:37,52  |
| 2014 | Mistrzostwa Europy                        | Zurych         | bieg na 1500 m     | 2. miejsce  | 3:46,10  |
| 2014 | Puchar interkontynentalny                 | Marrakesz      | bieg na 1500 m     | 4. miejsce  | 3:49,76  |
| 2015 | Halowe mistrzostwa Europy                 | Praga          | bieg na 1500 m     | 6. miejsce  | 3:39,70  |
| 2015 | Halowe mistrzostwa Europy                 | Praga          | bieg na 3000 m     | 3. miejsce  | 7:45,54  |
| 2015 | Mistrzostwa świata                        | Pekin          | bieg na 1500 m     | eliminacje  | 3:43,97  |
| 2015 | Mistrzostwa Europy w biegach przełajowych | Hyères         | bieg seniorów      | 26. miejsce | 30:48    |
| 2016 | Mistrzostwa Europy                        | Amsterdam      | bieg na 1500 m     | 3. miejsce  | 3:47,18  |
| 2016 | Mistrzostwa Europy                        | Amsterdam      | bieg na 5000 m     | 4. miejsce  | 13:40,86 |
| 2016 | Igrzyska olimpijskie                      | Rio de Janeiro | bieg na 1500 m     | półfinał    | 3:42,51  |
| 2017 | Halowe mistrzostwa Europy                 | Belgrad        | bieg na 3000 m     | 2. miejsce  | 8:00,93  |
| 2017 | Mistrzostwa Europy w biegach przełajowych | Šamorín        | bieg seniorów      | 11. miejsce | 30:19    |
| 2018 | Mistrzostwa Europy                        | Berlin         | bieg na 1500 m     | 4. miejsce  | 3:38,50  |
| 2018 | Mistrzostwa Europy                        | Berlin         | bieg na 5000 m     | 2. miejsce  | 13:18,75 |
| 2018 | Puchar interkontynentalny                 | Ostrawa        | bieg na 3000 m     | 3. miejsce  | 7:58,85  |
| 2018 | Mistrzostwa Europy w biegach przełajowych | Tilburg        | bieg seniorów      | 18. miejsce | 29:45    |
| 2019 | Halowe mistrzostwa Europy                 | Glasgow        | bieg na 3000 m     | 3. miejsce  | 7:57,19  |
| 2019 | I liga drużynowych mistrzostw Europy      | Sandnes        | bieg na 3000 m     | 2. miejsce  | 8:09,72  |
| 2019 | Mistrzostwa świata                        | Doha           | bieg na 5000 m     | 13. miejsce | 13:36,25 |
| 2022 | Mistrzostwa Europy w biegach przełajowych | Turyn          | bieg seniorów      | 23. miejsce | 30:06    |
| 2023 | Mistrzostwa świata                        | Budapeszt      | bieg na 5000 m     | eliminacje  | 13:38,80 |
| 2023 | Mistrzostwa Europy w biegach przełajowych | Bruksela       | bieg seniorów      | 12. miejsce | 30:46    |